# Rejon krzemieniecki
Rejon krzemieniecki (ukr. Кременецький район) – jednostka administracyjna Ukrainy, w składzie obwodu tarnopolskiego. Głównym miastem jest Krzemieniec.
Rejon został utworzony 17 lipca 2020 w związku z reformą podziału administracyjnego Ukrainy na rejony.

## Podział administracyjny rejonu
Rejon czortkowski od 2020 roku dzieli się na terytorialne hromady:
- Hromada Borsuki (Борсуківська громада)
- Hromada Dederkały Wielkie (Великодедеркальська громада)
- Hromada Wiśniowiec (Вишнівецька громада)
- Hromada Krzemieniec (Кременецька громада)
- Hromada Łanowce (Лановецька громада)
- Hromada Łopuszno (Лопушненська громада)
- Hromada Poczajów (Почаївська громада)
- Hromada Szumsk (Шумська громада)